# Lešany (kraj środkowoczeski)
Lešany – gmina w Czechach, w powiecie Benešov, w kraju środkowoczeskim. Według danych Czeskiego Urzędu Statystycznego z dnia 1 stycznia 2023 liczyła 900 mieszkańców.